# 1100 dans les croisades
Cette page regroupe les évènements concernant les Croisades qui sont survenus en 1100 : 
- juillet : Bohémond de Tarente défait les troupes de Ridwan d'Alep[1].
- 18 juillet : mort de Godefroy de Bouillon. Son frère Baudouin Ier lui succède et prend le titre de roi de Jérusalem [1].
- juillet : Bohémond de Tarente est surpris par l'armée turque de Gumuchtékîn et retenu prisonnier. Son neveu Tancrède de Hauteville assure la régence de la principauté d'Antioche[1].
- 20 août : prise du port de Haïfa par Tancrède de Hauteville[1].
- septembre : départ de croisades de secours[2].
- 2 octobre : Baudouin de Boulogne apprend la mort de son frère Godefroy de Bouillon et quitte Edesse en direction de Jérusalem, confiant le comté d'Edesse à son cousin Baudouin du Bourg[1].
- 10 novembre : Baudouin de Boulogne arrive à Jérusalem et prend la succession de son frère Godefroy de Bouillon, ainsi que le titre de roi de Jérusalem[1].
- 25 décembre : Baudouin de Boulogne est sacré roi de Jérusalem[1].